# Compianto sul Cristo morto (Tintoretto Città del Messico)
Compianto del Cristo morto è un dipinto del Tintoretto realizzato tra il 1555 e il 1559; dal 2007 fa parte della collezione del Museo Soumaya di Città del Messico.
È uno dei dipinti del Tintoretto sul compianto sul Cristo morto.